# Mer
Pour les articles homonymes, voir Mer (homonymie).
Pour les articles ayant des titres homophones, voir Maire (homonymie), Mere (homonymie) et Mers.

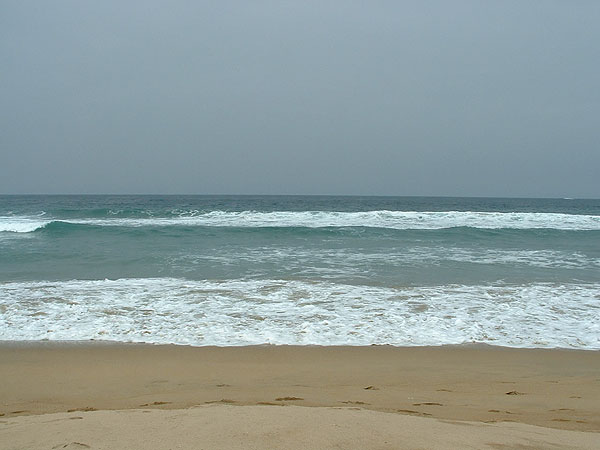
Photo prise face à la mer sur une plage chilienne.

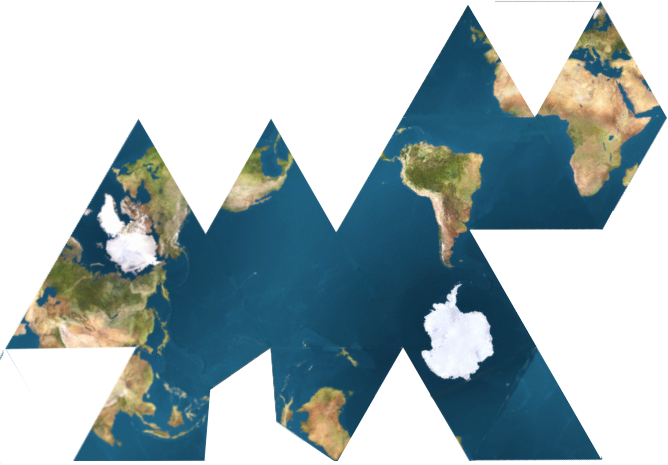
Le grand océan planétaire, mis en valeur par ce mode de cartographie (projection de Fuller).

Les mers, par opposition aux terres, sont les étendues d’eau salée, qui couvrent la plus grande partie (environ 71 %) de la surface terrestre,. Globalement interconnectées, avec alors le sens d'océan mondial, elles peuvent être ouvertes comme la mer du Nord et la mer de Chine orientale ou partiellement enclavées comme la mer Méditerranée et la mer du Japon. Lorsqu'une mer est totalement enclavée, comme la mer Caspienne ou la mer Morte, on parle de mer fermée. En ce qui concerne la mer Morte, on parle aussi de lac salé.
Depuis Magellan, on y distingue les océans par leurs immenses étendues et leurs profondeurs abyssales.
En astronomie, on parle de mer lunaire pour désigner une grande étendue sombre à la surface de la Lune.

## Définitions

### Grande étendue d’eau salée
Cette définition englobe les océans, les mers ouvertes ou fermées ainsi que les grands lacs salés. Ainsi, avec ce sens large, la mer désigne toute l'étendue (en surface et volume) des eaux salées de surface qui recouvrent les trois quarts du globe terrestre. Le mot mer est alors synonyme d'océan mondial. On retrouve cette acception générique dans un contexte historique ou familier : par exemple, l'opposition de la mer et de la montagne comme cadre préféré pour les vacances, ou encore : « la mer est bonne ? » pour évoquer sa température.
Dans un sens plus strict, en hydronymie, sauf exceptions et malgré un contact fréquent, une mer se distingue d'un océan par sa position géographique souvent assez enclavée entre des masses terrestres, donc avec une étendue et une profondeur nettement moindres, ou par une limitation à un plateau continental. Par exemple la Méditerranée communique avec l’océan Atlantique par le détroit de Gibraltar. Mais elle se distingue de l’océan par sa position presque entièrement circonscrite entre l’Europe, l’Asie (Proche-Orient) et l’Afrique et par des conditions maritimes différentes : différentiel de température entre l’océan et la mer, influence climatique différente (par le différentiel de température terre/mer en moyenne plus élevé en Méditerranée par exemple), qui permettent de distinguer le climat océanique du climat méditerranéen ; mais aussi : faune et flore distinctes, marée de plus faible amplitude pour la Méditerranée, etc.
Cette distinction peut aussi s'opérer entre deux mers : par exemple, la Manche communique avec l’océan Atlantique par la mer Celtique, et ces deux mers partagent le même plateau continental (quoiqu'à une profondeur moyenne différente). Mais la Manche se distingue de la mer Celtique par sa position médiane entre les côtes sud de l’Angleterre et les côtes nord de la France, alors que la mer Celtique se situe entre les côtes sud de l'Irlande, les côtes sud-ouest de l’Angleterre et les côtes nord-ouest de la France.
Un exemple d’exception à ce sens plus strict : la mer des Sargasses avec son accumulation d’algues brunes au large de la Floride se distingue de façon plus arbitraire de l’océan Atlantique.
Le terme de mer est aussi utilisé pour désigner certains grands lacs, en particulier lorsqu’ils n’ont pas de cours d'eau dans lesquels ils se déversent. C’est le cas par exemple de la mer Caspienne, de la mer Morte ou encore de la mer d'Aral. Au sens strict, il s'agit bel et bien de lacs (salés), mais on parle aussi de « mers fermées ».

### Définition selon le droit internationalDroit de la mer
En droit international, on appelle « mer » l’espace situé au-delà de la laisse de basse mer.
La mer comprend :
- le fond marin (parfois dénommé plancher océanique) ;
- la colonne d’eau et la surface ;
- l’espace aérien surjacent.

## Physique

### Les mouvements de la mer
La mer est en perpétuel mouvement. Dans l'Antiquité, celui-ci était attribué à des divinités : les colères de Poséidon, les jeux des Néréides, les monstrueux Charybde et Scylla.
Les mouvements de la mer sont complexes ; pour mieux les analyser, ils sont décomposés en mouvements élémentaires, dont les causes et les lois peuvent être étudiées séparément.
On distingue des mouvements ondulatoires, sous forme d’oscillations verticales :
- la houle est provoquée par le vent ; sa période est de l’ordre de la seconde ou de la dizaine de secondes et son amplitude peut atteindre plusieurs dizaines de mètres ;
- le clapotis est le mouvement que l’on constate dans un port, c’est la combinaison des houles réfléchies sur les parois ;
- les seiches, constatées dans les ports et les bassins ; d’une période variant d’une minute à plusieurs minutes, leurs amplitudes sont faibles ;
- la marée est due à l’attraction de la Lune et du Soleil ; sa période est d’environ 12 heures, et son amplitude, très variable en fonction du lieu géographique, peut atteindre plus de dix mètres.

Les mouvements des courants sont des déplacements horizontaux :
- les grands courants ont pour origine des différences de densité de l’eau de mer (due à des différences de salinité ou de température). Ils sont considérés comme constants ;
- des courants plus localisés sont engendrés par le vent ou par les marées. Ils peuvent prendre un caractère giratoire et engendrer de grands tourbillons comme le célèbre Saltstraumen (Maelstrom).

Des mouvements isolés peuvent être causés par des phénomènes catastrophiques (séismes, éruptions volcaniques, glissements de terrain) sous forme de tsunamis, d’ondes solitaires ou solitons.

### Salinité
Une caractéristique de l’eau de mer est d’être salée. Cette salinité est de l’ordre de 37 g/l (3,7 %) en Méditerranée et 300 g/l (30 %) pour la mer Morte, d'environ 35 dans les océans (dont 27 g de chlorure de sodium, 5 g d'autres chlorures et 3 g composés de sulfates, carbonates et bromures). Il y a donc un kilogramme de sels dans environ 28 (= 1000/35) litres d’eau de mer.
Le sel de mer est un composé dont le nom complet en chimie est chlorure de sodium. Il tend à se dissoudre dans l’eau jusqu’à une concentration de saturation de 359 g/l. Si on tente d’augmenter la concentration au-delà de cette valeur, par évaporation de l’eau, une partie du sel revient à l’état solide (solidification ou cristallisation) et se dépose. La valeur de la salinité des mers étant largement inférieure, le sel ne se dépose pas au fond des mers. Comme il ne s’évapore pas non plus, il est piégé dans la mer.
Certains sols et roches continentales contiennent du sel. Lorsque ces roches sont exposées à la pluie ou aux écoulements d’eau souterrains, une partie du sel sera dissous et rejoindra les rivières puis la mer. Étant donné que ce sel ne reste pas mais est constamment évacué, la salinité des rivières restera la plupart du temps très basse.
Les dépôts de sel peuvent se faire naturellement lorsque la concentration en sel d’une mer ou d’un lac salé a augmenté au-delà de la saturation. Cela peut se produire dans des zones continentales où il n’existe aucun écoulement vers les océans, comme la Mer Morte.
Un autre cas est celui de la Méditerranée, qui à certaines époques géologiques a fonctionné comme un marais salant : sa liaison avec les océans au détroit de Gibraltar étant plus étroite, elle ne permettait pas les échanges d’eau dans les deux sens comme cela se produit actuellement. D’autre part, l’évaporation étant plus forte que les précipitations et apports d’eau douce (ce qui est toujours le cas), c’est donc un apport océanique qui compensait le déficit. Il y avait donc une entrée de sel qui n’était compensée par aucun export. Cela a entraîné des dépôts de sel très importants au fond de la Méditerranée et a semble-t-il eu également une influence sur la salinité des océans. En effet, l’estimation de l’apport de sel à l’océan global par l’ensemble des rivières au cours des temps géologiques est supérieure d’au moins un ordre de grandeur à la masse de sel dissoute dans les océans.

### Niveau des mers
Le niveau des mers s'élève, notamment sous l'effet de la fonte des glaces continentales et une dilatation thermique de l'eau provoquée par le réchauffement du climat. L'élévation du niveau des mers constitue un grave défi pour toutes les populations côtières ainsi que pour l'économie de nombreux pays.
La mesure précise du niveau des mers est possible depuis 1993 grâce à des satellites (Topex-Poséidon, puis Jason-1 et Jason-2).
Cependant, les physiciens ont remarqué que le niveau des océans monte moins vite que ce que la fonte des glaces ne le laisserait supposer. Selon une étude publiée dans la revue Global and planetary change vers novembre 2008, le niveau des mers a monté de 3,3 mm par an de 1993 à 2003 et de 2,5 mm par an depuis 2003. L'étude attribue ce décalage au réchauffement plus lent des mers.
Depuis 2003, la fonte des glaces contribue pour 1,9 mm par an à la montée des mers, pour moitié due à la fonte des deux calottes polaires et pour moitié à la fonte des glaciers d'altitude.

### Propriétés optiques

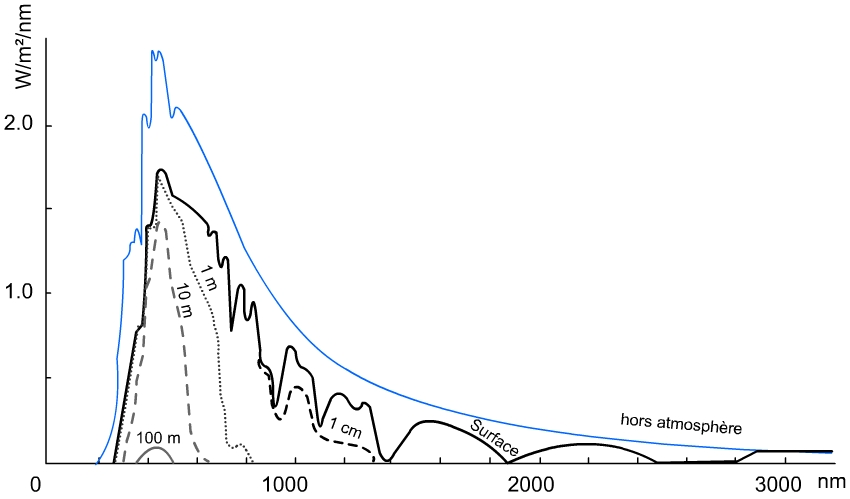
Intensité en fonction de la longueur d'onde à différentes profondeurs.

Les rayons lumineux en provenance du Soleil sont considérablement atténués au fur et à mesure qu'ils pénètrent profondément dans la mer. L'infrarouge, puis la couleur rouge sont les premières longueurs absorbées (dès les premiers mètres).

## Classification

### Par océan
Une découpe des océans a été faite par l’Organisation hydrographique internationale (OHI). Certaines mers présentent également d’éventuelles subdivisions.

### Par type
Plusieurs classifications existent, la classification en droit de la mer ne recoupe que peu la classification océanographique, certains termes synonymes en océanographie prennent une signification plus précise en géologie ou en géographie. La classification utilisée ici est celle généralement utilisée par la géographie, bien que d'un ouvrage à l'autre des différences puissent apparaître. Les termes utilisés ne sont pas nécessairement exclusifs, par exemple la Manche est bordée par des masses continentales et recouvre une partie d'un plateau continental aussi est-elle parfois qualifiée de mer intercontinentale et de mer épicontinentale. Une dénomination en fonction de la température des eaux de surface des mers existe aussi mais est peu employée, on parle dans ce cas de mer tropicale, mer tempérée ou mer polaire.

#### Mers méditerranéennes
Une mer méditerranéenne est une mer presque fermée communiquant avec l'océan. Les mers méditerranéennes se subdivisent à leurs tours en mer intercontinentale et intracontinentale suivant le nombre de continents les bordant. L'exemple type de ces mers est la mer Méditerranée. Dans ces mers, la profondeur du détroit les liant aux océans est faible ce qui empêche la création de courant profond permettant le mélange des eaux profondes.

#### Mers épicontinentales
Une mer épicontinentale est une mer recouvrant une portion d'un plateau continental. Pour les océanographes ou les géographes mer marginale est un synonyme, pour les géologues une mer est dite marginale seulement si elle se trouve sur des marges continentales géologiquement actives, sur les marges de l'océan Pacifique par exemple et non pas sur celles de l'Atlantique qui sont passives.

#### Mers bordières
Une mer bordière est une mer en communication large avec l'océan qu'elle borde, elles sont souvent épicontinentales et ce terme est parfois utilisé comme un synonyme de mer épicontinentale, ces mers participent généralement à la dynamique des océans qu'elles bordent et la distinction entre ces mers et l'océan proche est plus fréquemment géographique, écologique ou juridique qu'océanographique.

#### Mers intérieures
Une mer intérieure est une mer ne communiquant qu'avec une autre mer. Les mers intérieures sont fréquemment des mers méditerranéennes.

#### Mers fermées
Une mer fermée est une étendue d'eau salée ne communiquant avec aucune autre mer ou océan, généralement considérée juridiquement comme un lac et non comme une mer. Les plus connues sont la mer d'Aral, la mer Caspienne et la mer Morte.

## Métiers et carrières de la mer
La mer et les océans offrent de nombreuses formations et carrières de tous niveaux et dans différents domaines. Des formations de master pluridisciplinaires sont proposées dans les universités marines.

## Mer et sociétés

### Aspects économiques
La mer constitue une ressource économique majeure pour les régions côtières : pêche, tourisme, transport et logistique (activité portuaire), salines.
Aspects anthropologiques
De plus en plus d’études anthropologiques portent sur la mer par divers cas de figure, dont voici quelques exemples contemporains que Artaud souligne :
- les enjeux politiques de revendications d'accès à la mer de nombreuses communautés autochtones comme en Australie avec pour un des arguments la tradition historique ;
- les enjeux économiques de droits d'exploitations des ressources en eaux internationales ou en Arctique ;
- les enjeux environnementaux de la montée des eaux et la submersion de certains pays, îles et territoires ;
- les enjeux sociaux de la traversée de la Méditerranée par les personnes en quête d'un statut de réfugiées ;
- les débats autour des Aires Marines Protégées et tout ce qui a trait à la protection des eaux et leur gestion.

Les chercheuses et chercheurs en anthropologie commencent à s'intéresser aux rapports multiples des sociétés à la mer autour des années 1970-1980. Deux grandes approches sont d'abord surtout utilisées. D'un côté, une lecture matérialiste à la manière de Hugo et de Poggie, alors qu'un imaginaire de conquête, de lutte et d'étrangeté de la mer était mis de l'avant. De l'autre, une lecture continentale qui implique des parallèles avec la terre, dont la mer serait le prolongement, et offrant des signes pour être comprise par les humains. C'est ce qu'on retrouve entre autres chez Gladwin et Lewis. Avec l'arrivée de la mondialisation, les approches pour parler de la mer deviennent plus politiques et impliquent de plus en plus de prises de positions, en raison des enjeux économiques, juridiques et écologiques sous-jacents. Ceci a aussi pour conséquence selon Artaud de centrer les recherches moins sur les imaginaires que sur les personnes en lien avec la mer : scientifiques, militants, associations et institutions.

### Journées de la mer et des océans
La journée mondiale de la mer a lieu chaque année, le 29 septembre.
La journée mondiale de l'océan a lieu chaque année, le 8 juin. Elle a été mise en place par l'Assemblée Générale des Nations unies en 2008. 
La Commission européenne a proposé en 2008 la date du 20 mai pour célébrer la mer en Europe, pour valoriser la culture et le patrimoine maritime. Cette journée pourra se traduire par des opérations « portes ouvertes » (ports ouverts), des actions environnementales impliquant notamment musées et aquariums, conférences, etc. la Commission fournissant gratuitement des informations et brochures sur cette initiative. La Commission organise un European Maritime Day (EMD) dans une ville différente chaque année.

## Symbolique
Dans l'Antiquité, les Grecs et les Romains voyaient la mer comme étant un espace réservé aux dieux. Les bains d'eau de mer avaient donc une symbolique purificatrice qui est resté dans la culture chrétienne qui lui fait suite. Poussée par la nécessité de faire oublier les cultures païennes pour se poser en seule religion d'État, l'Église chrétienne a fait de la mer un espace diabolique[réf. souhaitée].

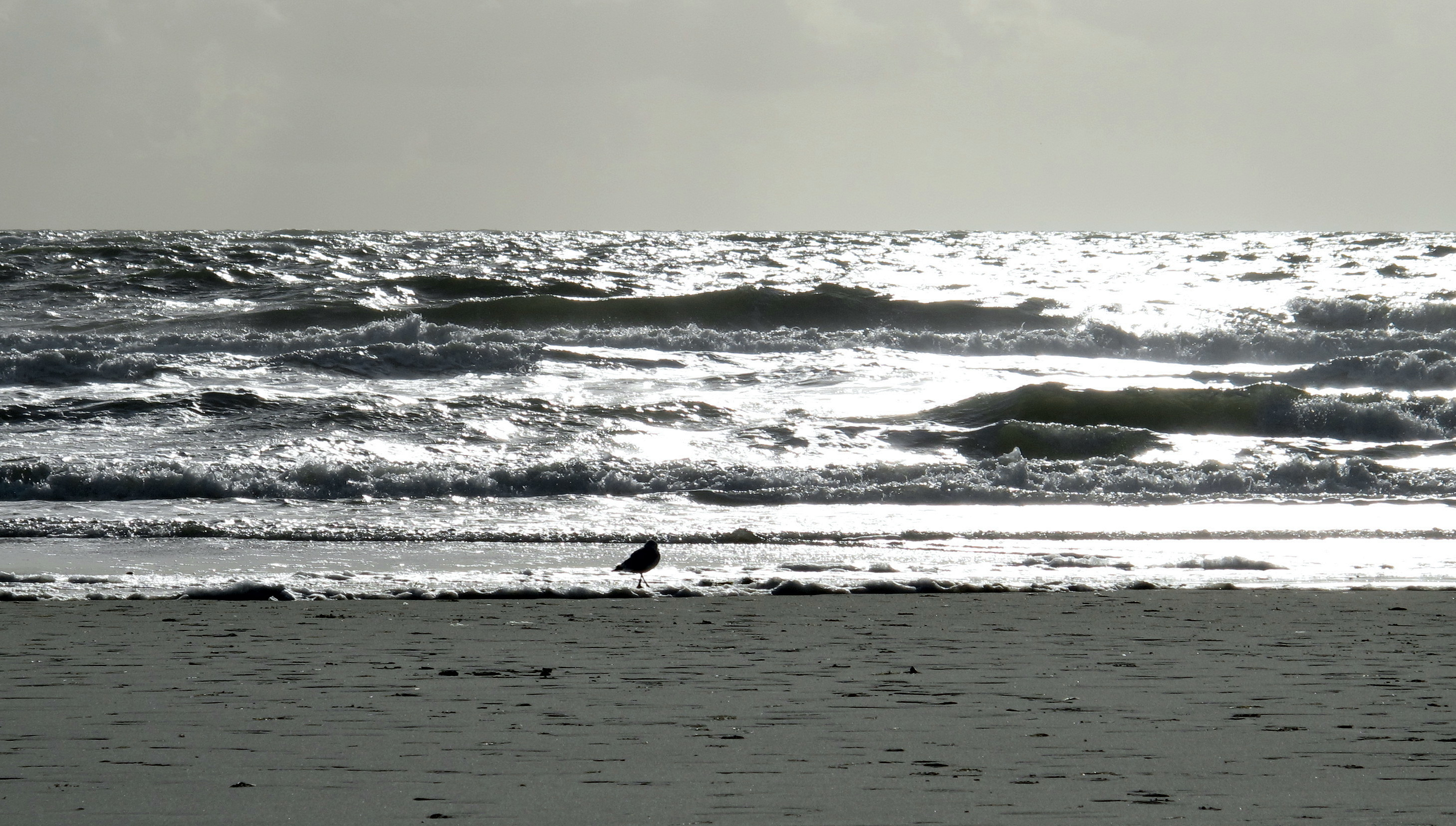

La haute mer, comme la montagne, a longtemps majoritairement été perçue par plusieurs peuples comme un milieu hostile et dangereux (grands-fonds peuplés de créatures mythiques ou fantastiques : Léviathan de la Bible, Scylla dans la mythologie grecque, Isonade dans la mythologie japonaise, kraken dans la mythologie nordique) tout en suscitant la curiosité, servant essentiellement de réserve de ressources naturelles (en particulier de protéines grâce aux poissons).
Cette donnée semble avoir été modifiée en Occident avec le mouvement du préromantisme de la fin du XVIIIe siècle, puis du romantisme du début XIXe siècle. La beauté naturelle de la mer a été célébrée par les poètes romantiques : son apparence infinie, la force de ses tempêtes, etc. La mer s'est alors parée de certaines valeurs humaines, telle la liberté (Le fameux « homme libre, toujours tu chériras la mer » de Baudelaire). Il s'est ensuivi un attrait particulier pour le littoral comme lieu de villégiature pour la bourgeoisie du XIXe siècle.
En France, l'arrivée des congés payés en 1936 a permis aux employés les plus aisés de passer des vacances en bords de mer. L'extension des congés payés à 3 puis 4 semaines a finalement démocratisé l'accès à la mer pour en faire aujourd'hui un symbole de vacances.

#### Bases de données et dictionnaires
- Ressource relative à la musique :   - MusicBrainz
- Notices dans des dictionnaires ou encyclopédies généralistes :   - Den Store Danske Encyklopædi
  - Store norske leksikon
- Notices d'autorité :   - BnF (données)
  - LCCN
  - GND
  - Israël
  - Tchéquie